# Lehmisaari (ö i Södra Savolax, Nyslott, lat 62,23, long 28,70)
Lehmisaari är en ö i Finland. Den ligger i Enonvesi och i kommunerna Heinävesi och Nyslott i den ekonomiska regionen  Nyslotts ekonomiska region  och landskapet Södra Savolax, i den sydöstra delen av landet, 300 km nordost om huvudstaden Helsingfors. Öns area är 1 hektar och dess största längd är 190 meter i sydöst-nordvästlig riktning.